# 神之池

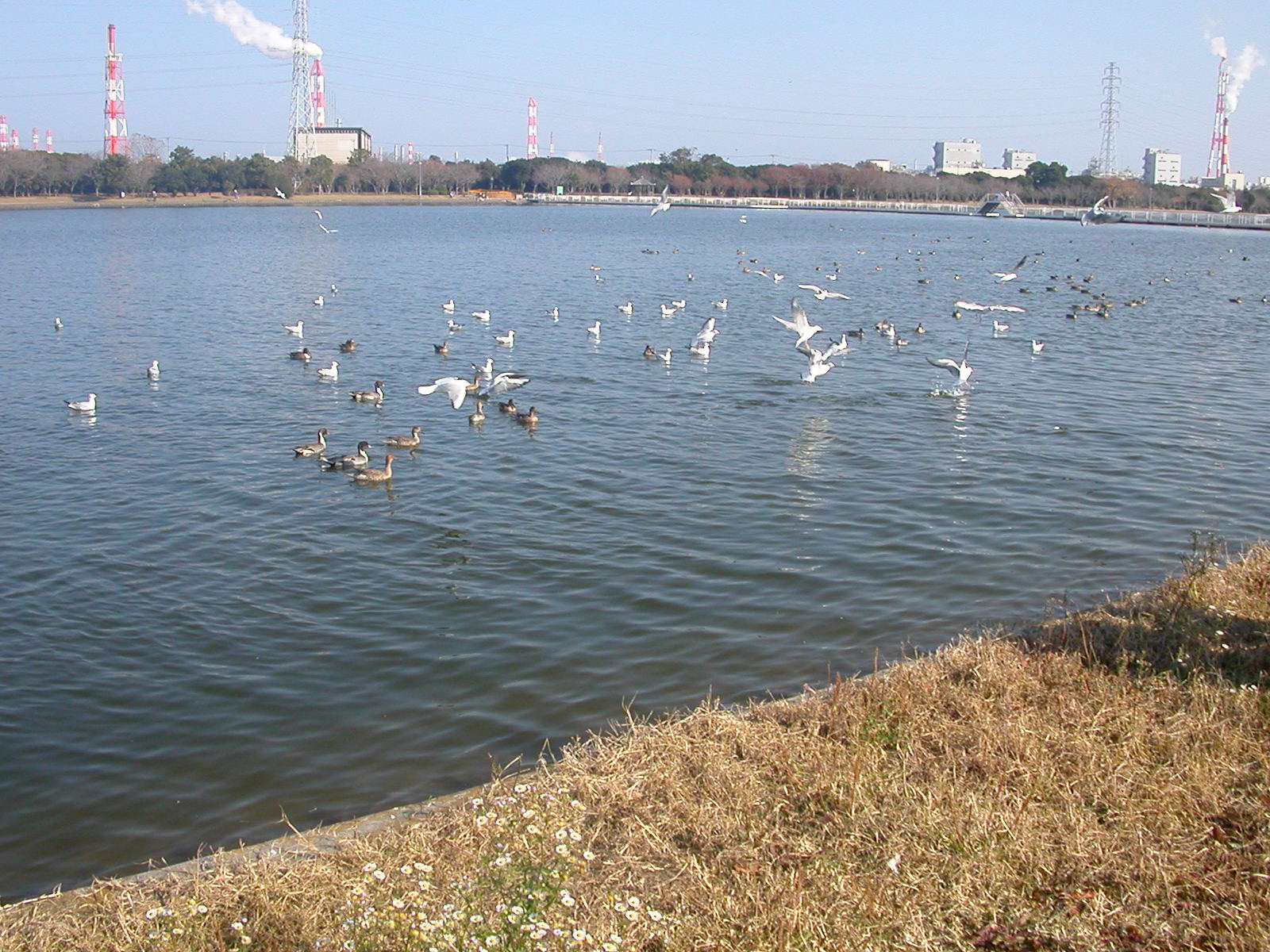
神之池（11月）
鹿島臨海工業地帯の煙突が見える。

神之池（ごうのいけ）は、茨城県神栖市にある池である。

## 概要
面積44ha、平均水深1.9m、最大水深3.5m。一帯は神之池緑地公園として整備されており、神栖市民の憩いの場である。また神栖市役所が公園に隣接している。かつては現在の7倍もの面積があったが、周辺の工業用地造成のために1969年に埋め立てられた。
緑地公園では毎年、4月上旬にかみす桜まつり、9月中旬には花火大会が開催され、多くの観光客で賑わっている。

## 生態系
かつてはコイ、フナ、ウナギ、ボラ、エビなどが多数生息し、漁業も活発であった。現在はブラックバスやブルーギルなどが多く、これらの趣味的な釣りを楽しむ人は多いものの、事業としての漁業は行なわれていない。

## 周辺施設
緑地公園として整備されている公園周辺は、ウォーキングコースのほかに運動施設等が数多くある。
- パターゴルフ場
- 野球場
- 陸上競技場
- テニスコート
- 神栖市武道館
- 神栖市民体育館

## 歴史

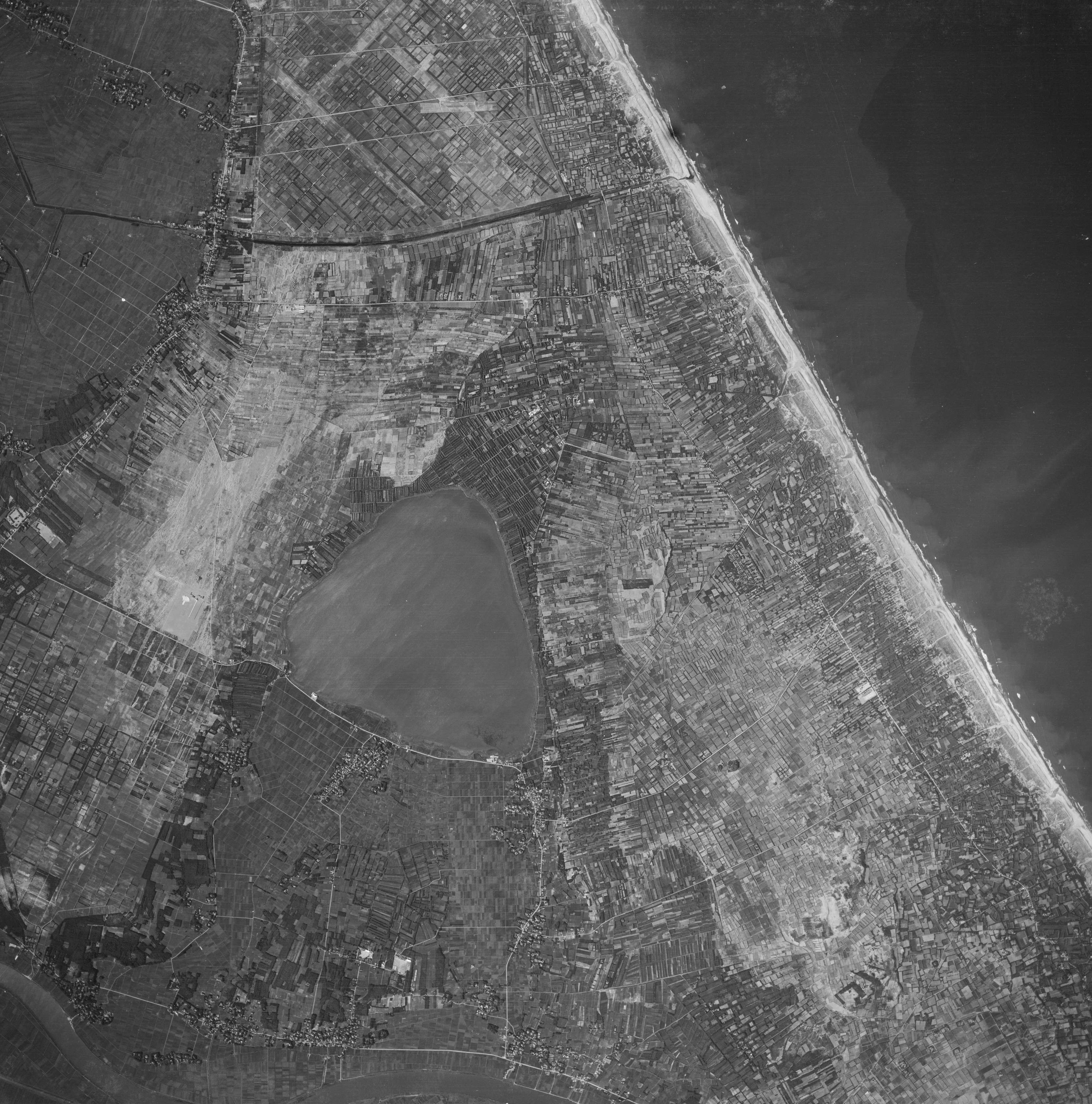
1961年の神之池を空撮したもの。国土地理院の 地図・空中写真閲覧サービス を基に作成。

神之池は、約1,400〜1,200年前に海面が下降して周辺砂丘の造成や土砂の堆積によって独立して出来た、かつて周囲2里余（約8km）、面積292町歩余（約289ha）のおむすび型に近い円形の広大な淡水池であった。戦後の高度経済成長期に、鹿島臨海工業地帯を建設する国家プロジェクトとして進められた鹿島開発を境に、神之池の様相は大きく変化した。そして今の姿は、鹿島開発によってその大部分が埋め立てられてしまったものである。

### 鹿島開発以前
奈良時代に編纂された『常陸国風土記』には、神之池（寒田池）に関する記述が残されており、この当時からコイやフナが棲み、人里の田はこの池のあるおかげで潤っていたことがわかる。
江戸から明治・大正・昭和初期における神之池では、コイ・フナ・ウナギ・エビなどの魚類や、雁・カモなどの水鳥が相当多く獲れた他、藻草・葦・蒲など水生植物が自生していた。それらが人々に自然豊かな恵みとして与えていたばかりでなく、或は用水池として周辺村々の水田の貴重な灌漑用水の水源として必要不可欠なものであった。神之池と利根川の間にある各村々は、神之池に取水門を作り用水路を掘って水田に水を引いていたが、古くから水騒動が繰り返されている。一例として1886年（明治19年）の夏、空梅雨による大干ばつで神之池の水位が低下し、奥野谷村と知手村が日川村へ引く用水路を途中せき止めて文字どおり「我田引水」したことがきっかけで、「神の池用水水路妨害事件」として事件が発生した。日川村が2村を訴え、その裁判は2年後まで続いた。
また、1938年（昭和13年）7月には、大雨によって神之池が増水氾濫し、地層の低い奥野谷村では水位の低下を図ろうと他の村々に無断で神之池水門を開いて利根川に排水したために濁水が溝口村・石神村・芝崎村・高浜村・木崎村・田畑村の周辺6村に氾濫した。これら6村の村民たちが神之池水門に殺到し村民どうし対立する事件が起こっている。
しかしながら、ふだんは地元の民から「砂丘の中のオアシス」と呼ぶように親しまれ、湖岸は青松と白い砂丘に囲われ、静かな水面には漁をする小舟が浮かぶ風光明媚なたたずまいを見せていたという。

### 鹿島開発とその後

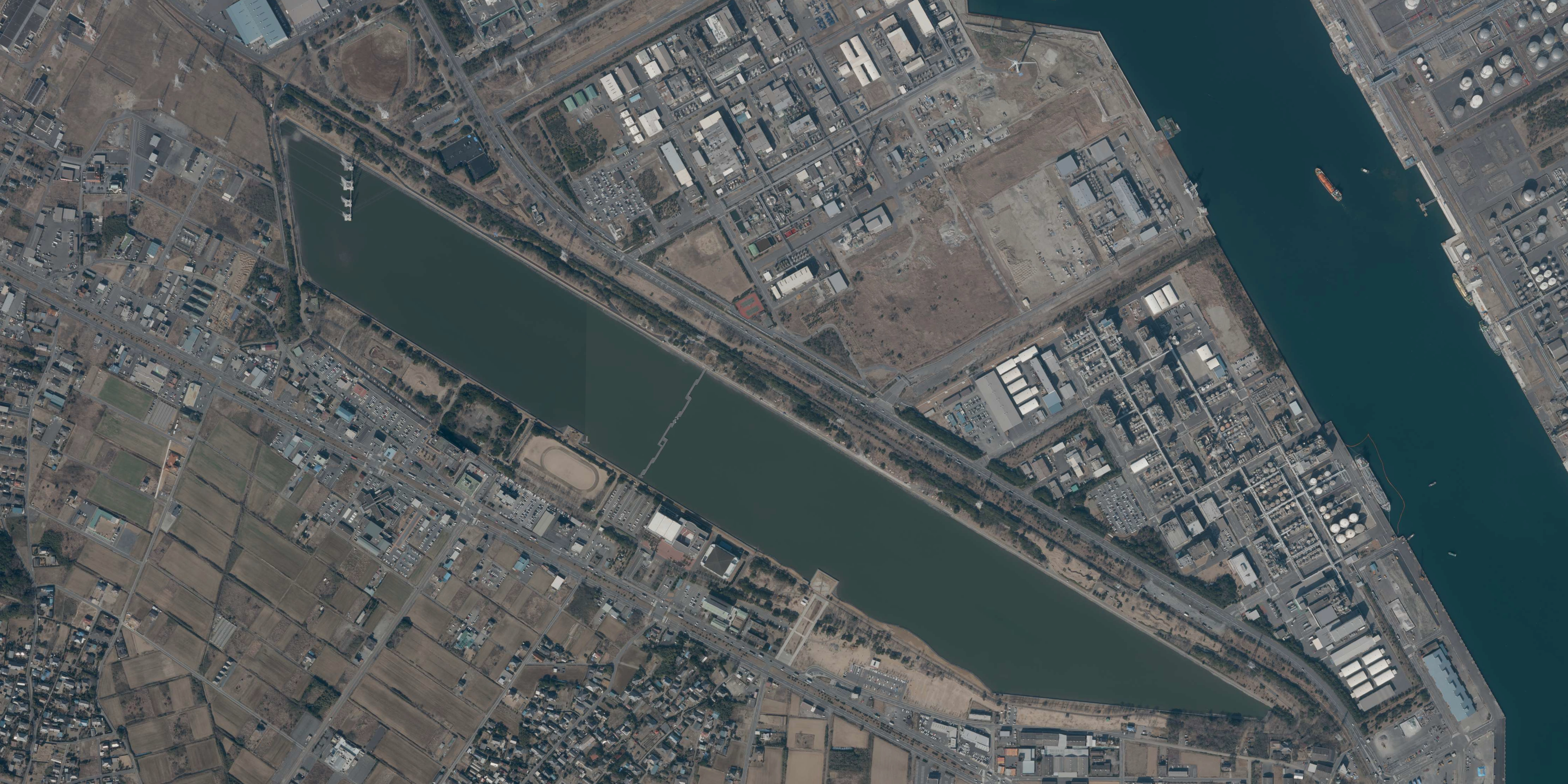
現在の神之池を空撮したもの。右の川に見えるものは鹿島開発に併せて掘り込まれた鹿島港の南航路である。池の大部分が埋め立てられたことがわかる。国土地理院の 地図・空中写真閲覧サービス を基に作成。

昭和30年代後半より高度経済成長期に入り、1960年（昭和35年）に当時の茨城県知事岩上二郎が「鹿島開発構想試案」をまとめ、1962年（昭和37年）4月に茨城県と鹿島・神栖・波崎の地元3町村によって鹿島臨海工業地帯開発組合が設置され、鹿島開発がスタートした。鹿島臨海工業地帯の港湾と工業用地を造成するため、神之池の埋立が計画された。同年11月には鹿島臨海工業地帯の核となる鹿島港の起工式があり、1964年（昭和39年）6月、神栖村議会で鹿島港湾南航路にかかる神之池の埋立計画に同意することが決議された。この頃の神之池は、工業技術院地質調査所の報告書により、湖岸線の長さ6.6 km、平均水深0.8m、最大水深1.82m、湖面面積3.065km2（306.5ha）あったとされている。1967年（昭和42年）4月には埋立工事の起工式が執り行われ、公有水面面積296万m2のうち45万m2を遮断緑地を含む農業用水利用調整池として残し、それ以外の神之池を埋め立てる事業が進められてゆく。1969年（昭和44年）には神之池を二分する締切堤防が築かれ（堤防上に鹿島臨海鉄道が敷かれる）、海岸寄りの池の部分の埋め立てが始められた。鹿島港を掘り込む際に発生する大量の土砂が神之池の埋立に利用されることになり、こうして一千年以上の歴史を持つ神之池は約7分の1を残して埋め立てられ、周辺地域の人々のシンボルであったその姿を変えて現在の姿となっている。
埋め立てられた地域は、現在の花王鹿島工場、DIC鹿島工場、JSP鹿島工場、三菱ケミカル茨城事業所の一部などに相当する。池周辺は住民の憩いの場として緑地公園に整備された。

### 年表

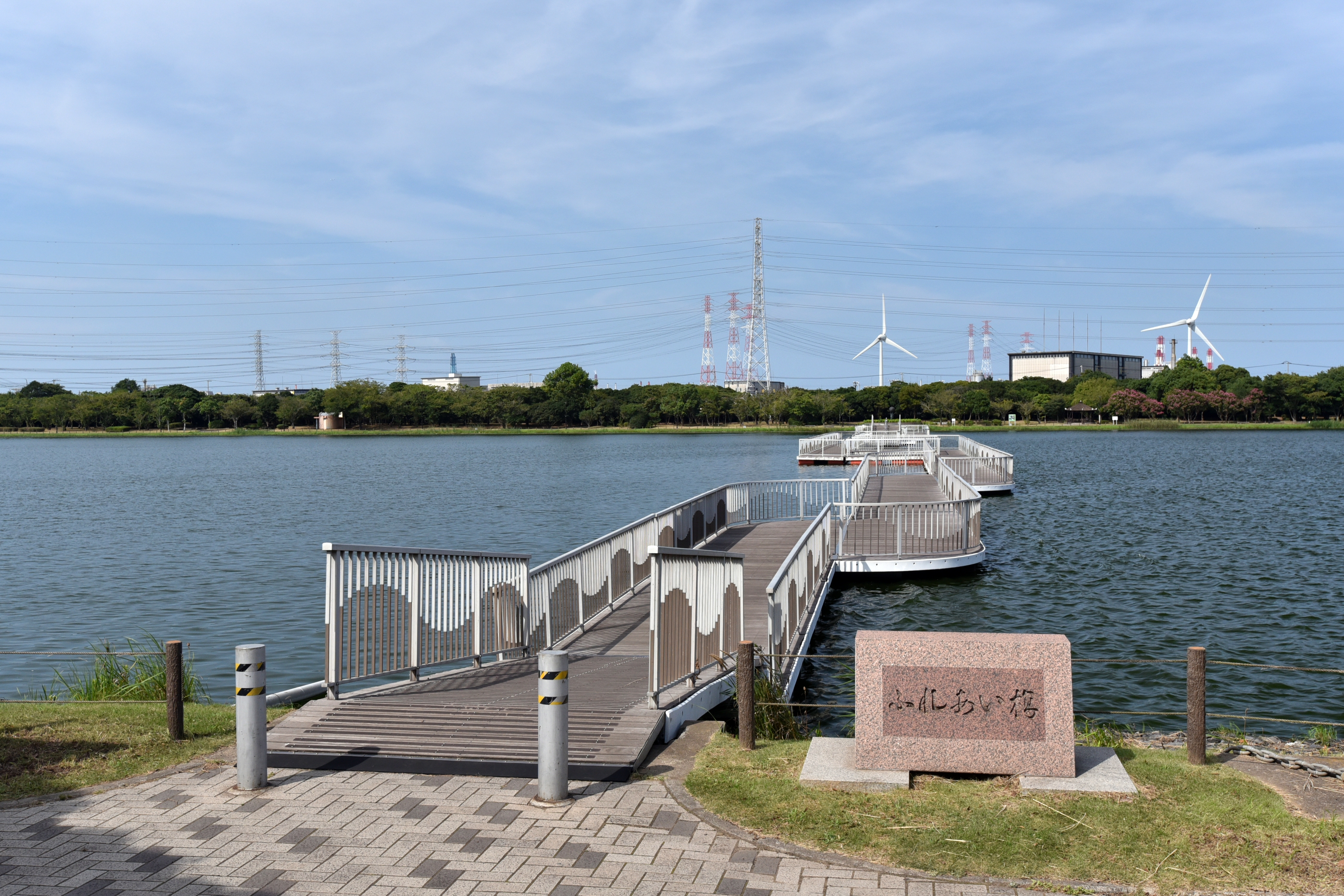
神之池ふれあい橋（2017年8月）

- 600年頃 - このころ神之池が淡水の池となる。
- 713年（和銅6年） - 『常陸国風土記』が編纂され、この当時「寒田沼」と呼ばれた神之池の記事がみられる。
- 1637年（寛永14年） - 芝崎村が神之池へ規定外の堰をしかけたことで溝口村と争い、詫び状を出す。
- 1649年（慶安2年） - 溝口村と田畑村で用水争いとなり、幕府の採決が下る。
- 1685年（貞享2年） - 日川・萩原・芝崎・石神・高浜・田畑・木崎の7ヵ村が溝口村へ神之池の用水利用と普請について書状を出す。
- 1710年（宝永7年） - 溝口村と日川・萩原・石神・高浜・田畑・芝崎の6ヵ村との神之池用水争いに判決が下る。
- 1802年（享和2年） - 神之池の水門設置をめぐって芝崎村と溝口・木崎・田畑村との間で争いが起こる。
- 1823年（文政6年） - 『鹿島名所図解』に「神の池」の記載とともに挿絵が描かれる。
- 1855年（安政2年） - 『利根川図志』には、「神の池」の記載があり、鹿島の神の池と記されている。
- 1886年（明治19年）- 神之池用水水路妨害事件が発生し、日川村が奥野谷・知手村を訴える。
- 1938年（昭和13年） - 神之池氾濫のため水門開放をめぐって奥野谷と溝口・石神・芝崎・高浜・木崎・田畑が対立する。
- 1963年（昭和38年） - 鹿島港湾造成の起工式が行われる。
- 1964年（昭和39年）6月 - 神栖村議会の議員全員一致で神之池埋立計画に同意することが決議される[7]。
- 1965年（昭和40年）3月 - 厚生省により水郷国定公園の区域変更が告示され、神之池が国定公園区域から除外される[7]。
- 1967年（昭和42年）4月17日 - 神之池公有水面埋立事業が認可[8]。
- 1967年（昭和42年）6月 - 神之池の埋め立てが開始される[8]。
- 1971年（昭和46年） - 神之池の埋め立てが完了する。
- 1973年（昭和48年） - 池周辺が神之池緑地として整備される[9]。
- 1993年（平成5年） - 神之池ふれあい橋が完成する。

## 交通アクセス
- 公園敷地内に鹿島臨海鉄道鹿島臨港線が通っているが、同線は貨物線であり旅客営業を行なっていないため、来訪目的での鉄道利用はできない。同線には神之池駅があったが貨物駅であり1976年頃に廃止された。
- 駐車場は無料で利用できる。
- 東京駅より高速バス「はさき号」で「神栖市役所」下車。